# Seznam slovenských hráčů v NHL v sezóně 2000/2001
Seznam slovenských hráčů v NHL v sezóně 2000/2001 uvádí slovenské hokejisty, kteří v této sezóně hráli za některý tým v kanadsko-americké NHL.

| Tým                 | Věk | Hráč              | Post | Počet zápasů ZČ | Branky ZČ | Asistence ZČ | Body ZČ | Počet zápasů v play off | Branky v play off | Asistence v play off | Body v play off |
| ------------------- | --- | ----------------- | ---- | --------------- | --------- | ------------ | ------- | ----------------------- | ----------------- | -------------------- | --------------- |
| Los Angeles Kings   | 28  | Žigmund Pálffy    | F    | 73              | 38        | 51           | 89      | 13                      | 3                 | 5                    | 8               |
| Washington Capitals | 32  | Peter Bondra      | F    | 82              | 45        | 36           | 81      | 6                       | 2                 | 0                    | 2               |
| Ottawa Senators     | 21  | Marián Hossa      | F    | 81              | 32        | 43           | 75      | 4                       | 1                 | 1                    | 2               |
| Buffalo Sabres      | 26  | Miroslav Šatan    | F    | 82              | 29        | 33           | 62      | 13                      | 3                 | 10                   | 13              |
| Los Angeles Kings   | 28  | Jozef Stümpel     | F    | 63              | 16        | 39           | 55      | 13                      | 3                 | 5                    | 8               |
| St. Louis Blues     | 26  | Pavol Demitra     | F    | 44              | 20        | 25           | 45      | 15                      | 2                 | 4                    | 6               |
| Montreal Canadiens  | 24  | Richard Zedník    | F    | 74              | 19        | 25           | 44      | Ne                      |                   |                      |                 |
| Los Angeles Kings   | 24  | Ľubomír Višňovský | D    | 81              | 7         | 32           | 39      | 8                       | 0                 | 0                    | 0               |
| Minnesota Wild      | 18  | Marián Gáborík    | F    | 71              | 18        | 18           | 36      | Ne                      |                   |                      |                 |
| Minnesota Wild      | 32  | Ľubomír Sekeráš   | D    | 80              | 11        | 23           | 34      | Ne                      |                   |                      |                 |
| Phoenix Coyotes     | 23  | Michal Handzuš    | F    | 46              | 14        | 18           | 32      | Ne                      |                   |                      |                 |
| Florida Panthers    | 31  | Róbert Švehla     | D    | 82              | 6         | 22           | 28      | Ne                      |                   |                      |                 |
| Nashville Predators | 22  | Marián Cisár      | F    | 60              | 12        | 15           | 27      | Ne                      |                   |                      |                 |
| Phoenix Coyotes     | 21  | Ladislav Nagy     | F    | 46              | 8         | 9            | 17      | Ne                      |                   |                      |                 |
| St. Louis Blues     | 24  | Ľuboš Bartečko    | F    | 50              | 5         | 8            | 13      | Ne                      |                   |                      |                 |
| Phoenix Coyotes     | 24  | Radoslav Suchý    | D    | 72              | 0         | 10           | 10      | Ne                      |                   |                      |                 |
| Calgary Flames      | 23  | Ronald Petrovický | F    | 30              | 4         | 5            | 9       | Ne                      |                   |                      |                 |
| New York Islanders  | 23  | Zdeno Chára       | D    | 82              | 2         | 7            | 9       | Ne                      |                   |                      |                 |
| Nashville Predators | 23  | Richard Lintner   | D    | 50              | 3         | 5            | 8       | Ne                      |                   |                      |                 |
| New York Islanders  | 20  | Juraj Kolník      | F    | 29              | 4         | 3            | 7       | Ne                      |                   |                      |                 |
| Minnesota Wild      | 27  | Peter Bartoš      | F    | 13              | 4         | 2            | 6       | Ne                      |                   |                      |                 |
| New York Rangers    | 21  | Peter Smrek       | D    | 20              | 2         | 3            | 5       | Ne                      |                   |                      |                 |
| New York Islanders  | 20  | Branislav Mezei   | D    | 42              | 1         | 4            | 5       | Ne                      |                   |                      |                 |
| Tampa Bay Lightning | 19  | Kristián Kudroč   | D    | 22              | 2         | 2            | 4       | Ne                      |                   |                      |                 |
| Ottawa Senators     | 23  | Ivan Čiernik      | F    | 4               | 2         | 0            | 2       | Ne                      |                   |                      |                 |
| Florida Panthers    | 22  | Andrej Podkonický | F    | 6               | 1         | 0            | 1       | Ne                      |                   |                      |                 |
| New Jersey Devils   | 22  | Jiří Bicek        | F    | 5               | 1         | 0            | 1       | Ne                      |                   |                      |                 |
| New York Islanders  | 27  | Róbert Petrovický | F    | 11              | 0         | 0            | 0       | Ne                      |                   |                      |                 |
| St. Louis Blues     | 24  | Jaroslav Obšut    | D    | 4               | 0         | 0            | 0       | Ne                      |                   |                      |                 |
| New Jersey Devils   | 22  | Stanislav Gron    | F    | 1               | 0         | 0            | 0       | Ne                      |                   |                      |                 |

- F = Útočník
- D = Obránce